# Девичья башня (Стамбул)

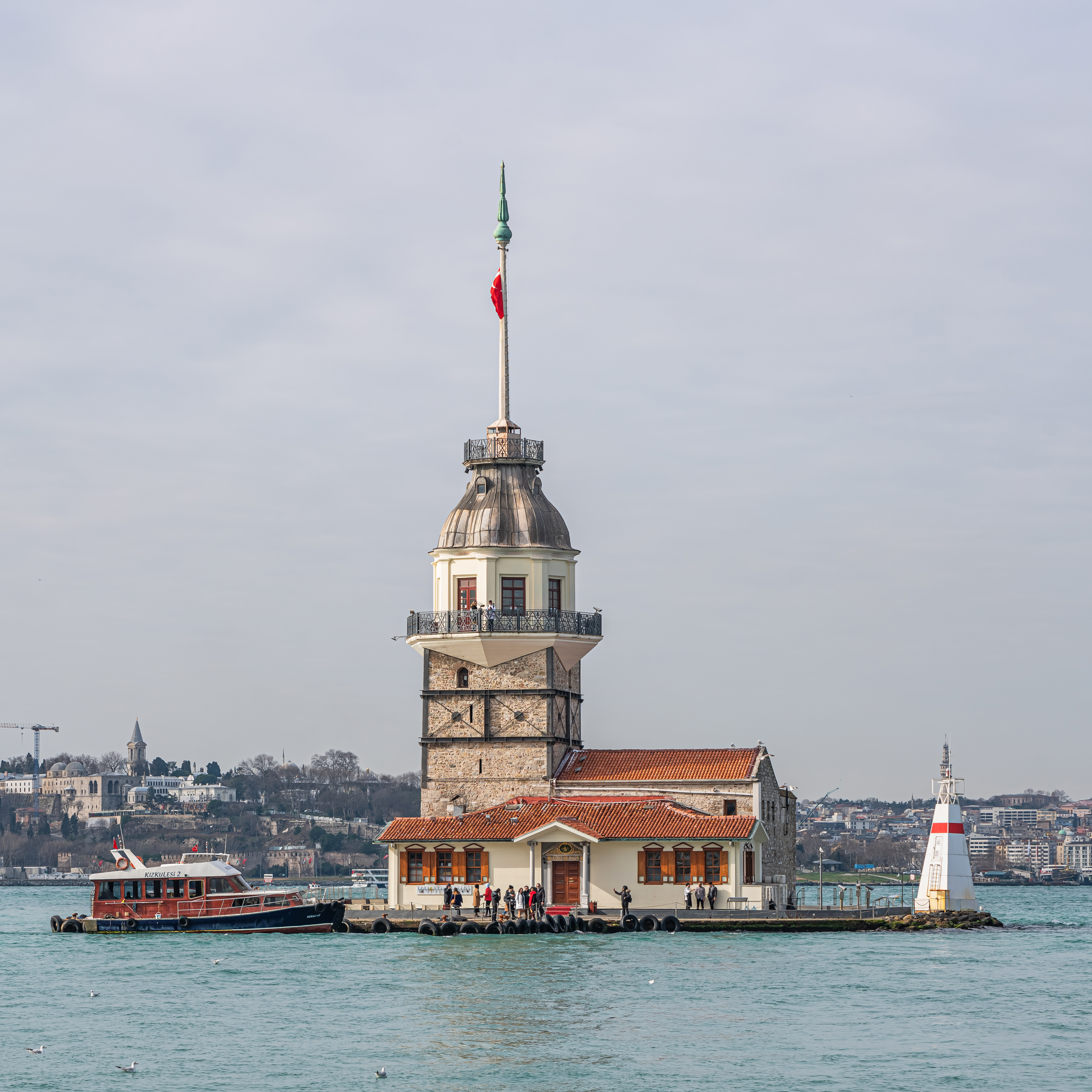
Девичья башня днём (до реставрации 2021-2023 гг)

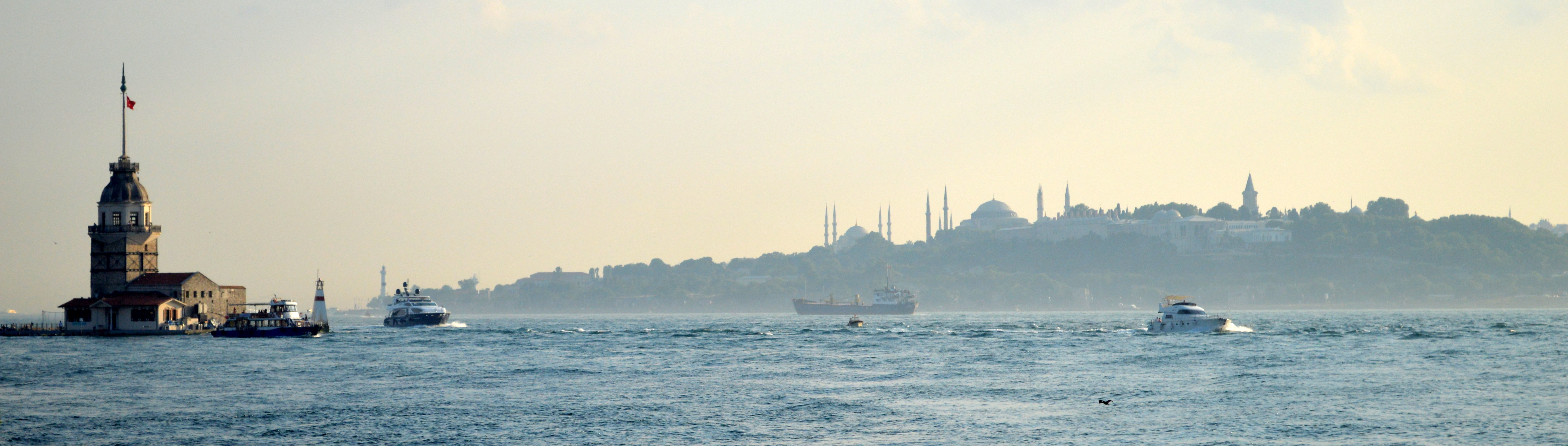
Девичья башня и мыс Серальо

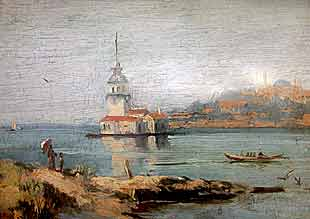
Ходжа Али Рыза. «Девичья башня» (1894)

Деви́чья башня (Леандрова башня, Кыз Кулеси, тур. Kız Kulesi) — расположена в азиатской части Стамбула на небольшом островке Босфорского пролива в районе Ускюдар. Башня является одним из символов города. Изображена, в частности, на полотне Айвазовского «Вид Леандровой башни в Константинополе» (1848).

## История
Первые связанные с башней исторические сведения рассказывают не столько о ней самой, сколько о скалистом островке, на котором она была построена. В 411 году до н. э., во время войн между Афинами и Спартой, Византий стал на сторону спартанцев. Так европейская часть пролива Босфор перешла к Спарте, а азиатская — к Афинам. В конечном счёте Афины победили, но некоторое время по отношению к Византию они не предпринимали никаких действий. Победители предпочли взять пролив Босфор под свой контроль и взимать налоги с проходящих через него кораблей.
Существует несколько версий строительства башни. По одной версии Девичью башню построил афинский полководец Алкивиад для контроля над пришествием персидских кораблей в Босфорский пролив. Он построил на скалистом берегу налоговую контору. Однако нигде не упоминается о существовании в то время башни.
По другой — башня была построена во время правления императора Константина Великого в качестве сторожевой вышки.
После взятия Константинополя (ныне Стамбул) турками в 1453 году этот небольшой форт остался цел и невредим и использовался в оборонительных целях. Позже на том месте построили деревянный маяк, обращённый в сторону Мраморного моря.
Во времена Османской империи башня в основном служила маяком, указывающим кораблям путь ночью и даже днём в туманную погоду. В шторм небольшие суда привязывали для безопасности к башне, чтобы их не унесло волнами. Во время официальных празднеств с башни палили пушки. Кроме того башня время от времени использовалась для разных целей. Сосланных или приговорённых к смерти придворных держали там перед тем, как отправить по этапу или на казнь.
Не раз башня страдала от разрушительных землетрясений и пожаров, а во время одного из пожаров в 1720 году почти полностью сгорела. Великий визирь Дамат Ибрахим-паша заново отстроил башню на этот раз из камня, добавив к ней башенку со свинцовой крышей и множеством окон. В 1829 году Девичья башня служила больницей-изолятором во время вспышки холеры. Вскоре после того, в 1832 году, во время правления Махмуда II, был проведён последний капитальный ремонт башни. В 1857 году башня попала в ведение комитета по управлению маяком, и одной из французских компаний было поручено перестроить башню в действующий маяк, который в 1920 году был полностью автоматизирован. Башня использовалась как маяк почти сто лет.
После 1923 года правительство перестало использовать башню в своих целях, и она стала просто маяком. В тяжёлые годы Второй мировой войны башню отремонтировали, укрепив её внутренние конструкции бетоном. После 1965 года башня была передана в ведение военно-морских сил и какое-то время служила военным центром связи. Затем во второй половине XX века в проливе Босфор движение судов из разных стран мира стало более интенсивным: увеличилось количество и размер курсирующих здесь кораблей. С того момента пора тишины и покоя для Девичьей башни закончилась. После 1983 года морская администрация Турции использовала башню как промежуточный пункт управления движением судов в проливе.
В самом начале 1989 года внимание публики снова было приковано к босфорской «девице». В одном из репортажей под заголовком «Девичья башня отравлена» сообщалось, что там хранится цианид, с помощью которого на кораблях, находящихся в верфях, травили паразитов. Когда в доке снесли склад, в котором хранился цианид, этот смертельно опасный яд перенесли в башню, поскольку «больше его негде было хранить». Так «отравили» одинокую босфорскую «девицу». В репортаже однако отмечалась серьёзная проблема: если бы пары этого вещества взорвались, Стамбул потряс бы страшный взрыв. В течение восьми месяцев пресса и телевидение то и дело сообщали об этой опасности. В итоге проблема была разрешена, когда контейнеры с цианидом перевезли в другое место.
Неудивительно, что в мае 1992 года группа молодых поэтов направилась к Девичьей башне и (при содействии мэра) заявила о своём желании превратить практически заброшенную башню в культурный центр. Поэтому, когда в башне разместились художественные выставки, фотогалерея и даже стали проводиться концерты, на некоторое время она ожила. В течение этого недолгого периода башню стали называть «республикой поэзии».
За свою долгую историю башня бывала маяком, тюрьмой и карантинным изолятором. В 1943—1945 годах башня была восстановлена по образцу, соответствующему её облику в XIX веке.

## Легенды
Существуют много легенд о строительстве башни и об её местонахождении. Наиболее известная турецкая легенда гласит: Турецкий султан безумно любил свою дочь. Однажды ясновидец напророчил, что его дочь умрёт, когда ей исполнится 18 лет. Султан отдал приказ, чтоб до тех пор, пока его дочери не исполнится 18 лет, построить башню. После того, как башня была построена, султан приказал перевести его дочь в башню, чтобы уберечь её от возможной смерти. Когда дочери султана исполнилось 18 лет, султан подарил ей горшок с фруктами. Когда именинница открыла горшок, в фруктах оказалась ядовитая змея, которая укусила девушку, вследствие чего она умерла, как и было предсказано. По другой легенде — девушка осталась жива, её спас принц, высосав яд змеи. Отсюда и название — Девичья башня.
Ещё одна легенда рассказывает о втором названии башни — башня Леандра. Согласно этой легенде башня получила своё имя в честь героя древнегреческого мифа — юноши Леандра, который полюбил Геро, жрицу Афродиты, ради него нарушившую обет безбрачия, и чтобы встречаться с ней, каждую ночь переплывал пролив Босфор. Опасности не могли остановить влюблённого юношу и каждую ночь снова и снова он плыл туда, где горел далёкий огонь факела, который зажигала Геро. Но однажды огонь погас, и не сумевший найти в темноте правильную дорогу к островку Леандр утонул. Утром волны вынесли его тело к ногам так и не дождавшейся его девушки. В отчаянии девушка поднялась на башню, бросилась в море и утонула.

## Девичья башня сегодня
С целью открыть башню для посетителей в 1999 году в ней был проведён капитальный ремонт. Вслед за этим было объявлено, что через год в рамках туристического проекта в башне разместятся ресторан и культурный центр. Сегодня для туристов и прочих посетителей в башне открыты ресторан, кафе, бар, смотровая площадка и сувенирный магазин. На небольших катерах посетители могут добраться до башни от причалов Кабаташ (европейская часть) и Ускюдар (азиатская часть).
После двух лет реставрации девичья башня была вновь открыта для посещения в мае 2023 года.